# درو جاكوبي
درو جاكوبي (بالإنجليزية: Drew Jacoby)‏ هي راقصة باليه أمريكية، ولدت في 2 سبتمبر 1984.

## وصلات خارجية
- الموقع الرسمي